# 哈夫韦特里

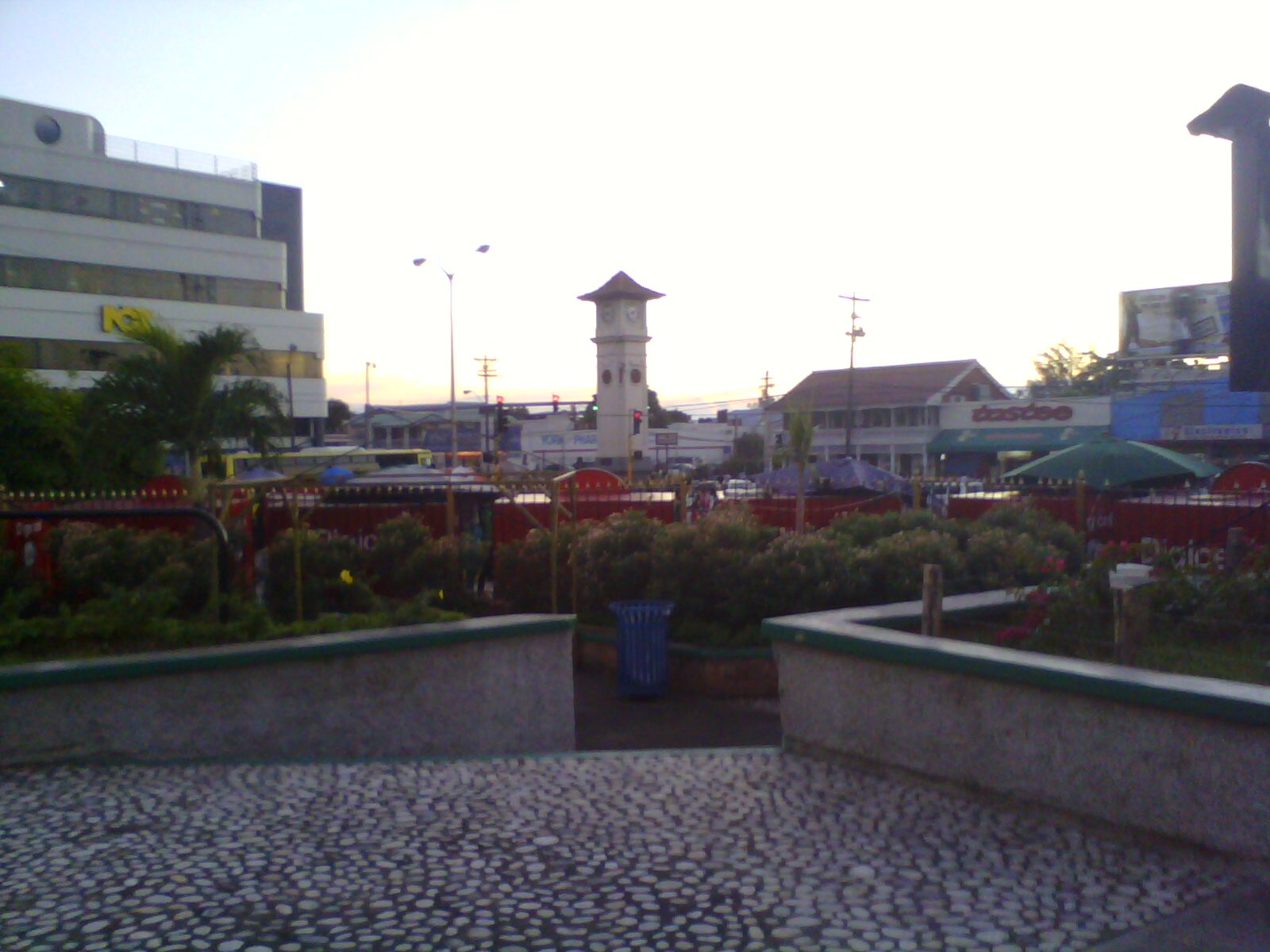

哈夫韋特里（英語：Half Way Tree）是牙買加聖安德魯堂區的首府，位於該國東南部，鎮上有多個購物中心，該鎮的鐘樓建於1913年，2010年人口18,139。